# Pena (Sarria)
Pena (llamada oficialmente San Salvador da Pena) es una parroquia española del municipio de Sarria, en la provincia de Lugo, Galicia.

## Otras denominaciones
La parroquia también es conocida por el nombre de San Salvador de Pena.

## Organización territorial
La parroquia está formada por cinco entidades de población:

### Entidades de población
Entidades de población que forman parte de la parroquia:
- Fontela
- Penela
- Vila de Tres (Viladetrés)

### Despoblados
Despoblados que forman parte de la parroquia:
- Fondo de Vila
- San Salvador

## Demografía
| Gráfica de evolución demográfica de Pena entre 2000 y 2021 |
|                                                            |
| Datos según el nomenclátor publicado por el INE.           |